# Da noi... a ruota libera
Da noi... a ruota libera è un programma televisivo italiano di genere talk show e rotocalco, in onda su Rai 1 dal 22 settembre 2019 con la conduzione di Francesca Fialdini.

## Il programma

### Format
Ogni appuntamento prevede in scaletta tre rubriche:
- Prime donne: racconti con protagoniste donne autorevoli e apprezzate in diversi ambiti;
- Buone notizie: racconti con protagonisti eroi di tutti i giorni;
- A come amore: racconti di coppie solide e affiatate che vogliono dare prova del loro sentimento anche davanti alle telecamere.

Il programma è realizzato da Rai 1 in collaborazione con Endemol Shine Italy. 
La sigla della prima edizione è il brano Io ti aspetto di Marco Mengoni, mentre nella seconda e nella terza edizione è Meraviglioso dei Negramaro, reinterpretazione dell'omonimo brano di Domenico Modugno. Dalla quarta edizione viene utilizzato il brano Supermodel dei Måneskin.
A partire dalla seconda edizione il programma si sposta definitivamente da Torino a Roma e va in onda in diretta.
Gli autori del programma sono Francesca Fialdini, Massimo Piesco ed Ernesto Marra. 
Celeste Laudisio ha fatto parte della squadra di autori della prima stagione, Max Novaresi della seconda, mentre Igor Artibani della prima e della seconda edizione.
Il 1º gennaio 2023 la puntata che sarebbe dovuta andare in onda su Rai 1 viene trasmessa esclusivamente da RaiPlay e sostituita sul primo canale da uno speciale del TG1 sulla morte di Papa Benedetto XVI.

### Repliche
Il 21 e 28 giugno 2020 sono andate in onda due repliche della prima edizione del programma, sempre dalle 17:35 alle 18:45.
Dal 2 agosto al 6 settembre 2020 sono andati in onda, dalle 14:00 alle 16:00, degli spezzoni con le migliori interviste della prima edizione del programma.
Dall'8 agosto al 12 settembre 2021 sono andati in onda, dalle 14:00 alle 16:00, degli spezzoni con le migliori interviste della seconda edizione del programma.

### Studi televisivi
| Studio                                                     | Edizione | Edizione | Edizione | Edizione | Edizione | Totale |
| Studio                                                     | 1ª       | 2ª       | 3ª       | 4ª       | 5ª       | Totale |
| ---------------------------------------------------------- | -------- | -------- | -------- | -------- | -------- | ------ |
| Studio 1 del Centro di produzione Rai Piero Angela, Torino |          |          |          |          |          | 1      |
| Studio 3 del Centro di produzione TV Raffaella Carrà, Roma |          |          |          |          |          | 1      |
| Studio 2 del Centro di produzione TV Raffaella Carrà, Roma |          |          |          |          |          | 1      |
| Teatro delle Vittorie, Roma                                |          |          |          |          |          | 1      |
| Studio 1 degli Studi televisivi Fabrizio Frizzi, Roma      |          |          |          |          |          | 4      |

## Edizioni
| Edizione | Anno      | Rete televisiva | Conduzione         | Periodo           | Periodo        | Puntate |
| Edizione | Anno      | Rete televisiva | Conduzione         | Inizio            | Fine           | Puntate |
| -------- | --------- | --------------- | ------------------ | ----------------- | -------------- | ------- |
| 1ª       | 2019-2020 | Rai 1           | Francesca Fialdini | 22 settembre 2019 | 14 giugno 2020 | 36      |
| 2ª       | 2020-2021 | Rai 1           | Francesca Fialdini | 13 settembre 2020 | 6 giugno 2021  | 36      |
| 3ª       | 2021-2022 | Rai 1           | Francesca Fialdini | 19 settembre 2021 | 5 giugno 2022  | 34      |
| 4ª       | 2022-2023 | Rai 1           | Francesca Fialdini | 18 settembre 2022 | 11 giugno 2023 | 33      |
| 5ª       | 2023-2024 | Rai 1           | Francesca Fialdini | 17 settembre 2023 | 2 giugno 2024  | 34      |
| 6ª       | 2024-2025 | Rai 1           | Francesca Fialdini | 15 settembre 2024 | 1º giugno 2025 | 34      |

## Audience
| Edizione | Rete televisiva | Anno      | Orario      | Durata | Programmazione | Programmazione | Programmazione | Programmazione | Programmazione | Programmazione | Programmazione | Telespettatori | Share |
| Edizione | Rete televisiva | Anno      | Orario      | Durata | L              | M              | M              | G              | V              | S              | D              | Telespettatori | Share |
| -------- | --------------- | --------- | ----------- | ------ | -------------- | -------------- | -------------- | -------------- | -------------- | -------------- | -------------- | -------------- | ----- |
| 1ª       | Rai 1           | 2019-2020 | 17:35-18:45 | 70 min |                |                |                |                |                |                |                | –              | –     |
| 2ª       | Rai 1           | 2020-2021 | 17:20-18:45 | 85 min | –              | 13,80%         |                |                |                |                |                |                |       |
| 3ª       | Rai 1           | 2021-2022 | 17:20-18:45 | 85 min | –              | –              |                |                |                |                |                |                |       |
| 4ª       | Rai 1           | 2022-2023 | 17:20-18:45 | 85 min | –              | –              |                |                |                |                |                |                |       |
| 5ª       | Rai 1           | 2023-2024 | 17:20-18:45 | 85 min | –              | –              |                |                |                |                |                |                |       |
| 6ª       | Rai 1           | 2024-2025 | 17:20-18:45 | 85 min | –              | –              |                |                |                |                |                |                |       |

## Spin-off

### Radio 2 a ruota libera
Da noi... a ruota libera è stato proposto nella versione radiofonica su Rai Radio 2, in diretta dallo Sala D della Rai di Roma con la conduzione di Francesca Fialdini e Max Novaresi (nella prima edizione), Valerio Scarponi (nella seconda edizione), il sabato dalle 18:00 alle 19:30.
Il programma è nato come evoluzione del programma Milledonne e un uomo. La puntata del 13 febbraio 2021, a causa della positività della conduttrice alla COVID-19, viene condotta da Massimo Cervelli, mentre il 20 febbraio la conduttrice conduce la trasmissione in diretta da casa.